# Föglö
Föglö is een archipel en gelijknamige gemeente in Finland die deel uitmaakt van de autonome eilandengroep Åland, gelegen in de Oostzee. De archipel bestaat uit een tiental bewoonde eilanden die onderling verbonden zijn door dammen, bruggen en op een plaats een veerpontje. Daaromheen liggen honderden grotere en kleinere onbewoonde eilanden en scheren. Aan de westzijde wordt de gemeente begrensd door Lemland en Lumparland; gemeenten die met dammen en bruggen verbonden zijn met het hoofdeiland van Åland (Fasta Åland). Aan de noordoostkant grenst Föglö aan de gemeente Sottunga; wat verder weg in het zuidoosten ligt Kökar. Aan de zuidkant strekt de Oostzee zich uit.
Het oppervlak van de gemeente is 1.869 km², waarvan 134,77 km² land en 0,31 km² zoetwater; de overige 1734 km² is zeewater.
De oudst bekende vermelding van de naam Föglö ('vogeleiland') dateert uit 1241. Hij wijst op de vogelrijkdom, vooral op de kleine eilanden in het zuidoosten. Daarom staan er ook drie zeevogels in het gemeentewapen.

## Bevolking
Föglö heeft 504 inwoners (2022). De hoofdplaats is Degerby. Er zijn nog 23 andere dorpjes en buurtschappen.
De voertaal is (zoals in heel Åland) Zweeds, maar de laatste decennia zijn er nogal wat gastarbeiders aangetrokken uit Estland en Letland voor de visindustrie, een belangrijke industrie op Föglö.

## Infrastructuur
Föglö is bereikbaar met veerboten van Ålandstrafiken, vanuit verschillende richtingen:
- De hoofdplaats Degerby is bereikbaar met een korte oversteek vanuit het schiereiland Svinö op Lumparland;
- De haven Överö in het uiterste noorden van Föglö is bereikbaar vanuit Långnäs op Lumparland, vanuit Kumlinge (Snäckö) via Sottunga en vanuit Finland (Galtby) via Kökar.

Op Föglö zelf is geen openbaar vervoer, wel een taxi.

### Föglötunnel

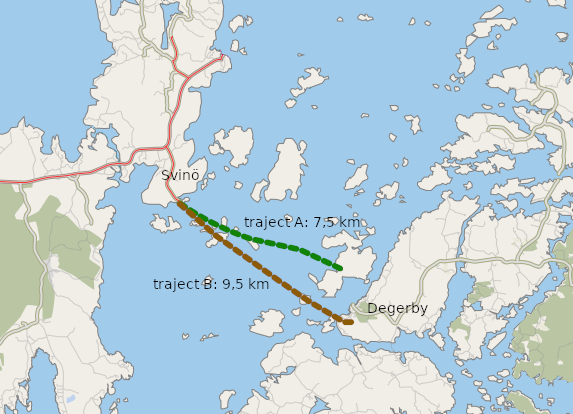
Twee mogelijke trajecten voor de Föglötunnel

Er zijn plannen om vanuit het hoofdeiland een tunnel aan te leggen naar Föglö: de Föglötunnel. Het belang van een dergelijke tunnel is vooral gelegen in de bereikbaarheid van de archipel in de winter: als de zee deels dichtgevroren is, kunnen veerponten er niet meer varen, en doordat er een drukke internationale veerroute tussen beide eilanden door loopt die opengehouden wordt, is het ook niet mogelijk met auto's over het ijs heen te rijden. Vanwege de hoogte van de veerboten en het drukke scheepvaartverkeer is het ook geen optie om er een vaste brug aan te leggen.
Bij het oorspronkelijke plan uit 2007 zou deze tunnel 5–6 km lang worden en een verbinding vormen tussen de zuidelijkste punt van Lemland en het zuidelijke schiereiland van Föglö. Op het diepste punt zou hij 100 meter onder het wateroppervlak komen te liggen. De kosten waren begroot op 60 miljoen euro en zouden deels door Europese subsidies, deels door tolheffing gefinancierd moeten worden. De bouw zou in 2015 afgerond moeten zijn.
Een later plan (2009) stelt voor de lengte - en dus de kosten - van de tunnel te reduceren door de verbinding ongeveer langs het traject van de huidige veerverbinding vanuit Svinö naar Degerby aan te leggen. Vanaf beide kanten zou dan een aantal dijken en bruggen aangelegd worden naar eilandjes voor de kust, en van daaruit zou een 3,6 km lange tunnel aangelegd kunnen worden. Een dergelijke verbinding geeft bovendien een veel kortere route over de weg.
De komst van deze tunnel zou aanzienlijke gevolgen hebben voor vele lokale veerverbindingen, omdat Föglö dan de facto een deel van het hoofdeiland wordt, en schepen van daaruit kortere verbindingen kunnen krijgen naar bv. Kökar, Sottunga en Kumlinge.
In maart 2014 werd een haalbaarheidsstudie bekendgemaakt, waaruit bleek dat geraamde kosten van een tunnel van 10,5 km tussen Svinö en Degerby 225 miljoen euro zouden bedragen waardoor de tunnel economisch gezien niet rendabel te maken is. Alleen heeft deze studie niet gekeken naar mogelijke socio-economische aspecten.
Hiermee was de discussie nog lang niet over, want in 2018 werd een seismisch onderzoek verricht naar de stabiliteit van de bodem, en de resultaten daarvan bleken zeer hoopgevend. Daarop nam de partij Åländsk Center in 2019 in haar verkiezingsprogramma op dat er gestreefd zou moeten worden naar de bouw van de tunnel. Uit een ander onderzoek in 2019 bleek juist dat er een breukzone loopt langs de noordwestkust van Föglö, wat risico's met zich mee brengt bij een tunnelaanleg, waarna het vertrouwen bij de Ålandse politiek in dit project kleiner was geworden dan ooit.

## Voorzieningen en economie

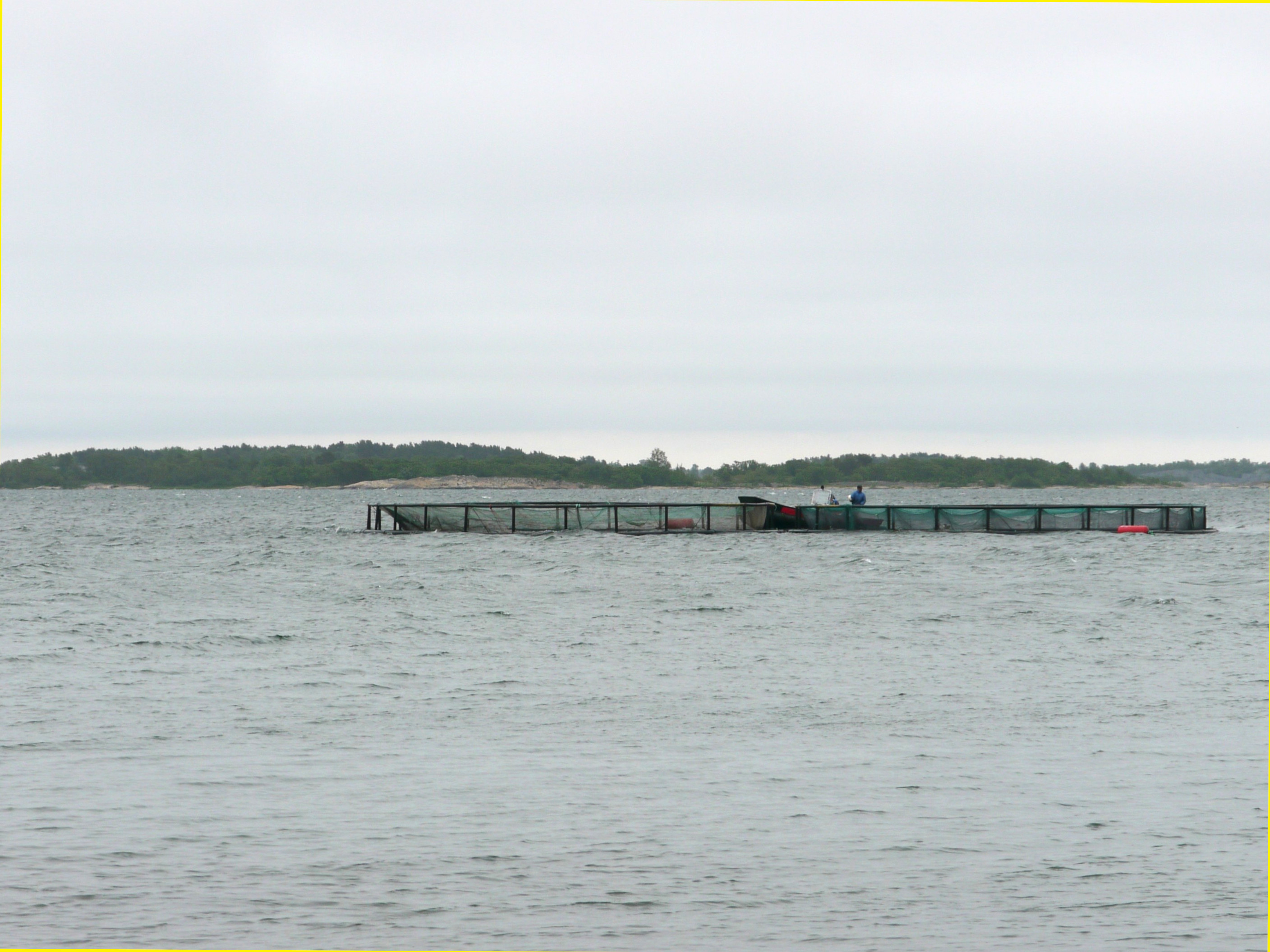
kleinschalige viskwekerij zoals die op verschillende plaatsen in Åland voorkomt

Er zijn verschillende havens. In Degerby is een scheepswerf. Er zijn hotels, restaurants, winkels, banken, postkantoren en bibliotheken in verschillende dorpjes. Op vele plaatsen zijn vakantiehuisjes te huur. In Degerby is een toeristeninformatiecentrum.
De inkomsten zijn vooral afkomstig van de visindustrie, scheepvaart, landbouw en toerisme.

## Geschiedenis
In de middeleeuwen was dit een relatief dichtbevolkt gebied, vanwege de ligging langs de vaarroute van Zweden naar Finland en de Baltische kust. Schepen maakten dan een tussenstop in Föglö. Degerby is lange tijd de grootste plaats van heel Åland geweest. Later, toen met steeds grotere schepen gevaren werd die niet tussentijds hoefden te stoppen, verminderde het belang van dit eiland.

## Bezienswaardigheden

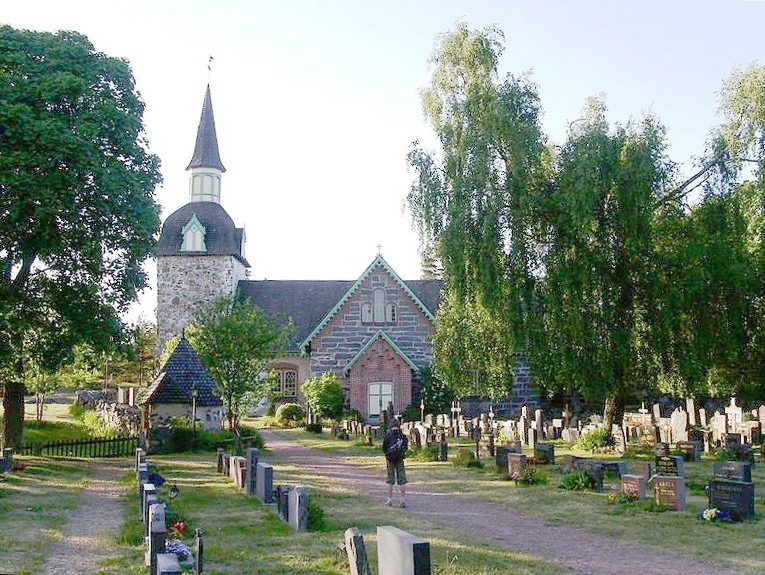
De kerk van Föglö

- Op het eiland Gloskär in het zuidoosten van de archipel bevinden zich de overblijfselen van een oud ziekenhuis voor melaatsen (gesticht in 1652): één gebouw voor mannen en een voor vrouwen. In 1674 werd het gesloten; de patiënten gingen over naar het melaatsenziekenhuis op het eiland Själö, ten noorden van Pargas.
- Bezienswaardig is de kerk van Föglö, op 4 km van de hoofdstad Degerby. Deze dateert uit de 12e-13e eeuw. In de Grote Noordse Oorlog van 1714-1721 werd hij grotendeels vernietigd door de Russen. Na die oorlog is hij herbouwd. De kerk is grondig verbouwd en uitgebreid in 1859-1861. De kerk is gewijd aan Maria Magdalena.
- In Degerby is een streekmuseum, gevestigd in een oud pakhuis uit 1820. Er zijn wisselende tentoonstellingen.
- Ten zuidwesten van Föglö ligt Björkör, een eilandje met daarop een monumentale oude hoeve die in originele staat verkeert en een unieke kijk geeft op het leven op een schereneilandje in de afgelopen eeuwen. Het eiland kan bezocht worden met een eigen schip of een gecharterde boot vanaf Degerby. Er is een uitkijktoren en er zijn op zaterdag in het hoogseizoen rondleidingen mogelijk.

## Natuur

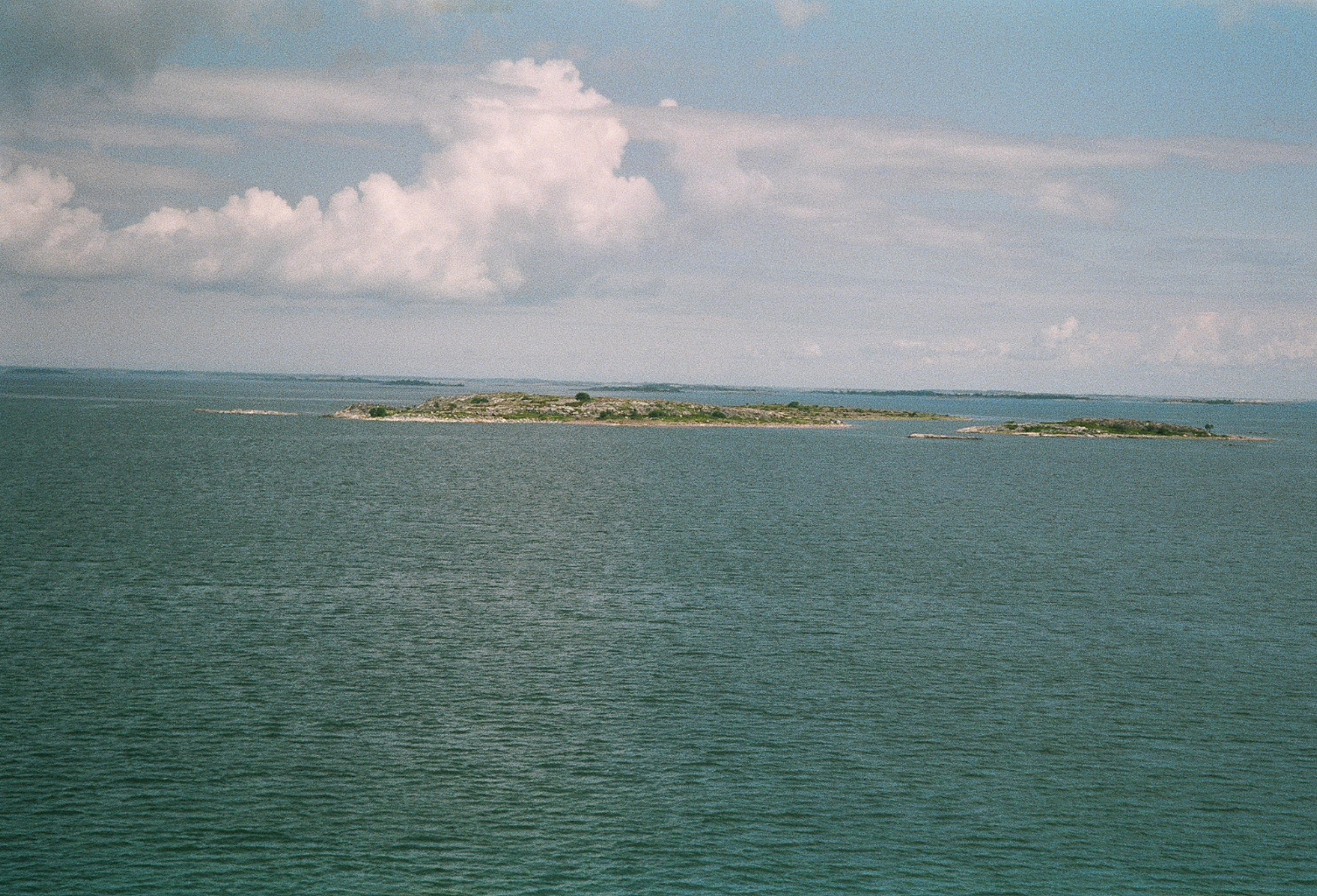
De scherenkust van Föglö

Op Föglö bevinden zich vier natuurgebieden:
- Bovengenoemd eiland Björkör
- Bråttö in de zuidwestpunt van het hoofdeiland
- Granö holme
- Norra Hastersboda, aan de noordoostkant van het hoofdeiland